# Redfield-Verhältnis
Das Redfield-Verhältnis (engl. „Redfield Ratio“) beschreibt die Anteile der atomaren Zusammensetzung von marinem Phytoplankton.
Redfield entdeckte den nach ihm benannte linearen stofflichen Zusammenhang 1934 in empirischen Untersuchungen. Im Jahr 1963 veröffentlichte er mit zwei Koautoren die auch heute noch weithin verwendeten Werte:
 1 Mol P : 16 Mol N : 106 Mol C
Das bedeutet, dass bei unbegrenzt zur Verfügung stehenden Nährstoffen das Plankton pro ein Mol Phosphor 16 Mol Stickstoff und 106 Mol Kohlenstoff enthält.
Die Bedeutung des Redfield-Verhältnisses für die Ozeanographie und Meeresbiologie resultiert aus der Tatsache, dass Plankton die Basis der (autochthonen) Nahrungspyramide ist.

## Rechnen mit dem Redfield-Verhältnis
{\displaystyle C_{106}H_{263}O_{110}N_{16}P_{1}} = 3550 g·mol−1
Aus dem Redfield-Verhältnis ergibt sich bei einem Phosphoranteil (Atommasse = 31 g·mol−1) von 1 kg eine Biomasse von 114,5 kg.
{\displaystyle {\frac {1000g}{31g/Mol}}=32,26mol}
32,26 mol · 3550 g·mol−1 = 114.516 g = 114,5 kg

## Anwendung in der Aquaristik
Das Redfield-Verhältnis wird zuweilen in der Aquaristik genutzt, um einen Grün- oder Blaualgenbefall zu überwinden. Dazu wird nach Messung von Nitrat und Phosphat im Wasser, deren Verhältnis – gemäß Andreas Groß – in einem bestimmten „grünen“ Bereich sein sollte, der Minimumfaktor als Kaliumnitrat oder Kaliumphosphat zugefügt. Da das Redfield-Verhältnis sich jedoch auf das Verhältnis von Phosphor und Stickstoff (sowie Kohlenstoff) im Meeres-Plankton bezieht, entbehrt die Übertragung auf die erforderlichen Mengen an Düngemitteln für Aquarienpflanzen einer wissenschaftlichen Grundlage, insbesondere da Redfield nicht die Verhältnisse im Wasser, sondern die in der Biomasse von Grün- und Blaualgen bestimmt hatte.